# Greenwood (Minnesota)
Greenwood – miasto w Stanach Zjednoczonych, w stanie Minnesota, w hrabstwie Hennepin.